# Willebroek-Stad
Willebroek-Stad is een wijk van de Antwerpse plaats Willebroek, gelegen ten zuidwesten van het centrum. Het is dus niet de hoofdkern van de gemeente.
De sociale woonwijk werd gebouwd tussen 1950 en 1975. De straten werden naar bloemplanten genoemd, afgezien van de centrale as Constant Broeckmeyerstraat, die naar een persoon werd vernoemd die in 1941 dienstdoend burgemeester was. In het eerste kwart van de 21e eeuw werden plannen ontvouwd om de wijk te herstructureren.
Tussen 2015 en 2027 worden 500 woningen gesloopt en evenzovele nieuwe woningen gebouwd. Ook wordt het gebied met 6 ha uitgebreid waardoor meer groen in de wijk ter beschikking komt.